# 판례심사위원회
판례심사위원회(判例審査委員會)는 대법원판결 및 결정중 대법원판례집에 게재할 판례를 심사·결정하기 위하여 설치된 대법원 소속 위원회이다.

## 설치 근거
- 판례심사위원회 규칙 제1조

## 구성

### 위원장(1인)
위원장은 대법원장이 맡는다.

#### 위원
판례심사위원회는 20인 이내의 위원으로 구성되며, 위원은 대법관과 그 외 대법원장이 위촉하는 자가 맡는다.

### 간사장(1인)
간사장은 법원도서관 관장이 맡는다.

#### 간사
간사는 법원도서관 조사심의관이 맡는다.

### 조사위원
위원장은 판례자료의 수집·조사 업무 등을 수행하게 하기 위하여 학식 및 경험이 풍부한 자 중에서 16인 이내의 조사위원을 임명, 위촉 또는 채용할 수 있다.

### 조사연구관
위원회의 판례심사에 앞서 심사안을 조사·연구하게 하기 위하여 조사연구관을 둔다.